# Фор, Оливье
Оливье́ Фор (фр. Olivier Faure; род. 18 августа 1968) — французский политик, первый секретарь Социалистической партии Франции (с 2018).

## Биография
Окончил лицей Потье в Орлеане, затем получил диплом углублённого изучения наук (DEA) по экономическому праву в университете Орлеана и по политологии — в Сорбонне. В 1994 году впервые избран депутатом в совете одного из кантонов департамента Луаре, который считался весьма «трудным» для кандидатов от Социалистической партии. Начал работать в команде Франсуа Олланда и Жана-Марко Эро в парламентской комиссии по законодательству. С 1997 по 2000 год — советник Мартин Обри в Министерстве занятости, в 2000—2007 годах — помощник директора канцелярии лидера партии Франсуа Олланда, в октябре 2007 года стал генеральным секретарём социалистической фракции в Национальной ассамблее. Затем возглавил службу по связям с общественностью Олланда, в том числе во время его президентской кампании. После победы Олланда стал специальным советником Жана-Марка Эро, занявшего должность премьер-министра.
На парламентских выборах 2012 года избран в Национальное собрание Франции в 11-м округе департамента Сена и Марна.
В декабре 2016 года избран лидером социалистической фракции в парламенте, которая носит официальное наименование «Новые левые» (в тот период она насчитывала более 280 депутатов). Катастрофически проигранные социалистами парламентские выборы 2017 года принесли Фору личную победу в его прежнем избирательном округе — в первом туре голосования он с результатом 27,37 % уступил сопернику из президентской партии Вперёд, Республика!, зато во втором уверенно одолел его, заручившись поддержкой 61 % избирателей. 22 июня 2017 года переизбран лидером парламентской фракции, которая включает уже только 31 депутата (Фор получил 28 голосов против 3, его соперницей была Дельфин Бато).
8 июля 2017 года голосованием Национального совета Соцпартии Оливье Фор включён в число высших должностных лиц, призванных оказывать содействие временному коллегиальному руководству партии, сформированному вследствие отставки первого секретаря Камбаделиса.
15 марта 2018 года победил с результатом 40 % в первом туре выборов лидера социалистов, в которых приняли участие 35 тыс. из 102 тыс. членов партии. Во второй тур вместе с ним вышел Стефан Ле Фоль; Люк Карвунас и Эмманюэль Морель выбыли из дальнейшей борьбы.
16 марта 2018 года Ле Фоль объявил о снятии своей кандидатуры, вследствие чего второй тур выборов отменён. Однако, лидерство Фора должен одобрить съезд партии в апреле.
7 апреля 2018 года на 78-м съезде Соцпартии в Обервилье избран первым секретарём.
11 апреля 2018 года новым лидером фракции «новых левых» в Национальном собрании избрана Валери Рабо.
В мае 2018 года заявил в интервью, что финансовая прокуратура должна проверить нарушения, допущенные при финансировании президентской кампании Эмманюэля Макрона в 2017 году. В первую очередь он назвал компанию GL Events, сделавшую необычно большое пожертвование, при том, что её генеральный директор Оливье Гинон (Olivier Ginon) весьма близок к Жерару Коллону, а сам Макрон 27 сентября 2017 года в публичном выступлении назвал его другом.
20 января 2023 года по итогам второго тура выборов лидера Социалистической партии победителем вновь стал Оливье Фор с результатом 50,83 % (он получил на 400 голосов больше, чем его соперник — Николя Майер-Россиньоль).

## Личная жизнь
Фор женат на Сории Блатман (Soria Blatmann), которая до февраля 2018 года являлась советником Эмманюэля Макрона по вопросам прав человека.